# Anne Marie Frøisland
Anne Marie Frøisland, död 1899, var en norsk botare. 
Hon var verksam i Østlandet. Hon var regionalt berömd och tog emot långväga kunder. 